# Авл Семпроний Атратин (военный трибун 425 года до н. э.)
Авл Семпроний Атратин (лат. Aulus Sempronius Atratinus) — римский политический деятель, военный трибун с консульской властью в 425, 420 и 416 до н. э.
Вероятно, сын Луция Семпрония Атратина, консула 444 до н. э.
В год его первого трибуната Вторая Вейентская война завершилась перемирием на двадцать лет, а с эквами было заключено перемирие на три года.
В 420 до н. э. военные трибуны были избраны после долгих проволочек, и остаток года прошёл в спорах с плебейскими трибунами, недовольными избранием квесторов из числа одних патрициев. Чтобы ослабить позиции аристократии, трибуны устроили процесс над двоюродным братом Авла Семпрония Гаем, консулом 423 до н. э., обвинив его в поражении при Верругине.
В период его третьего трибуната внешних войн не было, а в Риме продолжался конфликт с плебейскими трибунами из-за аграрных законов.